# Tetrastigma diepenhorstii
Tetrastigma diepenhorstii är en vinväxtart som först beskrevs av Friedrich Anton Wilhelm Miquel, och fick sitt nu gällande namn av Latiff. Tetrastigma diepenhorstii ingår i släktet Tetrastigma och familjen vinväxter. Inga underarter finns listade i Catalogue of Life.